# Lista de membros da Royal Society eleitos em 1779
Esta é uma lista de Membros da Royal Society eleitos em 1779.

## Fellows
1. Robert Bromfield (-1786)
2. George Buxton (1730–1805)
3. Tiberius Cavallo (1745–1809)
4. Henry Dagge (ca. 1715-)
5. Josias Du Pre (1721–1780)
6. John Duroure (ca. 1751–1801)
7. John Eardley-Wilmot (1750–1815)
8. Samuel Farr (1741–1795)
9. William Fullarton (1754–1808)
10. James Glenie (1750–1817)
11. John Grant
12. Edward Whitaker Gray (1748–1806)
13. Hugh Hamersley (-1790)
14. John Henniker, 1st Baron Henniker (1724–1803)
15. John Jebb (1736–1786)
16. John Jennings
17. Andrew Kippis (1726–1795)
18. James Murray (ca. 1722–1794)
19. Ralph Payne, 1st Baron Lavington (1738–1807)
20. Joseph Poli (1746–1825)
21. John Proby, 1st Earl of Carysfort (1751–1828)
22. Charles Rainsford (1728–1809)
23. Robert Richardson ((1732–1781)
24. John Robertson (1741–1823)
25. William Seward (1747–1799)
26. Samuel Foart Simmons (1750–1813)
27. James Carmichael Smyth (1741–1821)
28. Benjamin Thompson (1753–1814)
29. John Topham (1746–1803)
30. Michael Tyson (1740–1780)
31. Thomas Vage (-1815)
32. Thomas Wenman (1745–1796)
33. John Whitehurst (1713–1788)